# José Gonçalves (calciatore)
José Julio Gomes Gonçalves (Lisbona, 17 settembre 1985) è un ex calciatore portoghese con passaporto svizzero, difensore.

## Palmarès

### Club

#### Competizioni nazionali
- Campionato svizzero: 1

Basilea: 2003-2004
- Coppa Svizzera: 1

Basilea: 2002-2003
- Campionato lituano: 1

FBK Kaunas: 2006